# سفارة سنغافورة في مصر
سفارة سنغافورة لدى مصر هي الممثلية الدبلوماسية العليا لدولة سنغافورة لدى جمهورية مصر العربية. 40 شارع عدنان عمر صدقي (بابل سابقا)، أمام نادي الصيد الدقي ، الجيزة ، القاهرة الكبري، 

## السفارة
40 شارع عدنان عمر صدقي (بابل سابقا)، أمام نادي الصيد الدقي ، الجيزة ، القاهرة الكبري ·

## اقرأ أيضا
- قائمة البعثات الديبلوماسية في مصر
- وزارة الخارجية المصرية
- قائمة رحلات عبد الفتاح السيسي الخارجية في الفترة الرئاسية الأولى
- قائمة رحلات عبد الفتاح السيسي الخارجية في الفترة الرئاسية الثانية
- قائمة رحلات عدلي منصور الرئاسية الخارجية